# Sun River (Montana)
Sun River est une Census-designated place (CDP) située dans le comté de Cascade, dans le Montana, aux États-Unis.

## Histoire
La ville doit son nom à la Sun River, au bord de laquelle elle est située. Le nom vient du mot indien Nataeosueti, traduit par les Anglais par « Médecine » ou « Sun » River. Des artefacts ont été trouvés dans la région liés aux cultures indigènes remontant à 2000 av. J.-C. Les tribus autochtones plus récentes comprennent les Blackfeet et les Crows.
La ville a été fondée en 1867 par John Largent, qui a aménagé la ville, vendu des lots et ouvert un magasin et un bureau de poste. Largent et Joe Healy ont également construit un pont à péage sur la Sun River pour profiter du trafic de Mullan Road entre Fort Benton et les nouvelles mines d'or au sud.

## Population
La population comptait 124 habitants au recensement de 2010. Sun River fait partie de la région statistique métropolitaine de Great Falls (Montana).